# Abra (Bourzanga)
Pour les articles homonymes, voir Abra.
Abra est une localité du département du Bourzanga, dans la province de Bam, dans le Centre-Nord, au Burkina Faso. 

## Population
Lors du recensement de 2006, on y a dénombré 932 habitants.